# Dol pri Pristavi
Dol pri Pristavi je naselje v Občini Šmarje pri Jelšah.